# جیمز جی. آرچر
جیمز جی. آرچر (انگلیسی: James J. Archer; ۱۹ دسامبر ۱۸۱۷ – ۲۴ اکتبر ۱۸۶۴) فرد نظامی اهل ایالات متحده آمریکا بود.